# A Kerge város epizódjainak listája
Ez a cikk a Kerge város című sorozat epizódjait listázza.

## Évados áttekintés
| Évad | Évad | Epizódok | Eredeti sugárzás     | Eredeti sugárzás  | Eredeti adó |
| Évad | Évad | Epizódok | Évadpremier          | Évadfinálé        | Eredeti adó |
| ---- | ---- | -------- | -------------------- | ----------------- | ----------- |
|      | 1    | 24       | 1996. szeptember 17. | 1997. május 13.   | ABC         |
|      | 2    | 24       | 1997. szeptember 24. | 1998. május 20.   | ABC         |
|      | 3    | 26       | 1998. szeptember 22. | 1999. május 25.   | ABC         |
|      | 4    | 26       | 1999. szeptember 21. | 2000. május 24.   | ABC         |
|      | 5    | 23       | 2000. október 18.    | 2001. május 23.   | ABC         |
|      | 6    | 22       | 2001. szeptember 25. | 2002. április 30. | ABC         |

## 1. évad (1996-1997)
| Sor. | Év. | Cím                                                                | Rendező            | Író                                                                               | Premier              | Nézettség    |
| ---- | --- | ------------------------------------------------------------------ | ------------------ | --------------------------------------------------------------------------------- | -------------------- | ------------ |
| 1.   | 1.  | Prototípus (Prototype)                                             | Thomas Schlamme    | Gary David Goldberg és Bill Lawrence                                              | 1996. szeptember 17. | 25,88 millió |
| 2.   | 2.  | A nagy színlelő (The Great Pretender)                              | Lee Shallat-Chemel | Sarah Dunn                                                                        | 1996. szeptember 24. | 20,78 millió |
| 3.   | 3.  | A lakás (The Apartment)                                            | Lee Shallat-Chemel | Bill Lawrence                                                                     | 1996. október 1.     | 22,93 millió |
| 4.   | 4.  | Büszkeség és balítélet (Pride and Prejudice)                       | Lee Shallat-Chemel | Brian Buckner és Sebastian Jones                                                  | 1996. október 8.     | 23,70 millió |
| 5.   | 5.  | A riválisok (The Rivals)                                           | Lee Shallat-Chemel | Amy Cohen és Michelle Nader                                                       | 1996. október 15.    | 20,05 millió |
| 6.   | 6.  | Csillag születik (A Star is Born)                                  | Lee Shallat-Chemel | Kirk J. Rudell                                                                    | 1996. október 22.    | 18,00 millió |
| 7.   | 7.  | Nagy illúzió (Grand Illusion)                                      | Lee Shallat-Chemel | Amy Cohen és Michelle Nader                                                       | 1996. október 29.    | 22,15 millió |
| 8.   | 8.  | A magas és a hatalmas (The High and the Mighty)                    | Lee Shallat-Chemel | Kirk J. Rudell                                                                    | 1996. november 12.   | 18,48 millió |
| 9.   | 9.  | Találkozás Tommy Dugan-nal (Meet Tommy Dugan)                      | Lee Shallat-Chemel | Tim Hobert                                                                        | 1996. november 19.   | 17,50 millió |
| 10.  | 10. | A verseny (The Competition)                                        | Lee Shallat-Chemel | Sarah Dunn                                                                        | 1996. november 26.   | 20,41 millió |
| 11.  | 11. | Kánikulai délután (Dog Day Afternoon)                              | Lee Shallat-Chemel | Jeff Lowell                                                                       | 1996. december 10.   | 15,91 millió |
| 12.  | 12. | Össze-vissza (Criss Cross)                                         | Lee Shallat-Chemel | Brian Buckner és Sebastian Jones                                                  | 1996. december 17.   | 16,62 millió |
| 13.  | 13. | Viszlát, szerelem (Bye Bye Love)                                   | Lee Shallat-Chemel | Kirk J. Rudell és Bill Lawrence                                                   | 1997. január 7.      | 18,91 millió |
| 14.  | 14. | Újrakezdés (Starting Over)                                         | Lee Shallat-Chemel | Jeff Lowell                                                                       | 1997. január 14.     | 18,11 millió |
| 15.  | 15. | Gabby dala (Gabby's Song)                                          | Lee Shallat-Chemel | Jeff Lowell és Tim Hobert                                                         | 1997. január 28.     | 19,63 millió |
| 16.  | 16. | Csókolj meg, hülye! (Kiss Me, Stupid)                              | Lee Shallat-Chemel | Sarah Dunn                                                                        | 1997. február 11.    | 15,45 millió |
| 17.  | 17. | Emlékezetes ügy (An Affair to Remember)                            | Lee Shallat-Chemel | Michelle Nader és Amy Cohen                                                       | 1997. február 18.    | 15,56 millió |
| 18.  | 18. | Behavazva (Snowbound)                                              | Lee Shallat-Chemel | Brian Buckner és Sebastian Jones                                                  | 1997. február 25.    | 18,33 millió |
| 19.  | 19. | Sztriptíz (Striptease)                                             | Lee Shallat-Chemel | Jeff Lowell és Tim Hobert                                                         | 1997. március 4.     | 16,82 millió |
| 20.  | 20. | Süketség (Deaf Becomes Her)                                        | Lee Shallat-Chemel | Kirk J. Rudell és Sarah Dunn                                                      | 1997. március 18.    | 16,46 millió |
| 21.  | 21. | Ex a városban (Hot in the City)                                    | Lee Shallat-Chemel | Jay Scherick és David Ronn                                                        | 1997. április 1.     | 14,86 millió |
| 22.  | 22. | Csontmentes (Bone Free)                                            | Lee Shallat-Chemel | Történet: Michael Craven és Richard Childs Tévéjáték: Michelle Nader és Amy Cohen | 1997. április 29.    | 14,78 millió |
| 23.  | 23. | A polgármester, aki vacsorázni jött (The Mayor Who Came to Dinner) | Lee Shallat-Chemel | Tim Hobert és Kirk J. Rudell                                                      | 1997. május 6.       | 17,04 millió |
| 24.  | 24. | Miami polgármestere (Mayor Over Miami)                             | Lee Shallat-Chemel | Történet: Sarah Dunn Tévéjáték: Brian Buckner és Sebastian Jones                  | 1997. május 13.      | 15,52 millió |

## 2. évad (1997-1998)
| Sor. | Év. | Cím                                                                     | Rendező     | Író                                                                                           | Premier              | Nézettség    |
| ---- | --- | ----------------------------------------------------------------------- | ----------- | --------------------------------------------------------------------------------------------- | -------------------- | ------------ |
| 25.  | 1.  | Paul átrepült a kakukk fészke felett (Paul Flew Over the Cuckoo's Nest) | Andy Cadiff | Bill Lawrence                                                                                 | 1997. szeptember 24. | 12,35 millió |
| 26.  | 2.  | Pornó Amerikában (Porn in the U.S.A.)                                   | Andy Cadiff | Jeff Lowell                                                                                   | 1997. október 1.     | 13,14 millió |
| 27.  | 3.  | Csodanő (Wonder Woman)                                                  | Andy Cadiff | Jay Scherick és David Ronn                                                                    | 1997. október 8.     | 12,40 millió |
| 28.  | 4.  | Hölgyem, Isten áldja! (The Goodbye Girl)                                | Andy Cadiff | Gayle Abrams                                                                                  | 1997. október 15.    | 12,06 millió |
| 29.  | 5.  | A nap melegében (In the Heat of the Day)                                | Andy Cadiff | Stephen Godchaux                                                                              | 1997. október 22.    | 12,65 millió |
| 30.  | 6.  | Rádió láz (Radio Daze)                                                  | Andy Cadiff | Kirk J. Rudell                                                                                | 1997. október 29.    | 13,85 millió |
| 31.  | 7.  | A harminc éves viszketés (The Thirty Year Itch)                         | Andy Cadiff | Michelle Nader és Amy Cohen                                                                   | 1997. november 5.    | 13,47 millió |
| 32.  | 8.  | Életem a szappanopera (My Life is a Soap Opera)                         | Andy Cadiff | Tom Hertz                                                                                     | 1997. november 12.   | 13,06 millió |
| 33.  | 9.  | Családi ügy 1. rész (Family Affair Part 1)                              | Andy Cadiff | Brian Buckner és Sebastian Jones                                                              | 1997. november 19.   | 14,09 millió |
| 34.  | 10. | Családi ügy 2. rész (Family Affair Part 2)                              | Andy Cadiff | Történet: Brian Buckner és Sebastian Jones Tévéjáték: Jeff Lowell és Tom Hertz                | 1997. november 26.   | 12,50 millió |
| 35.  | 11. | A lovakat lelövik, ugye? (They Shoot Horses, Don't They?)               | Andy Cadiff | Laurie Parres                                                                                 | 1997. december 10.   | 13,87 millió |
| 36.  | 12. | Csoda a 34. utcában (Miracle Near 34th Street)                          | Andy Cadiff | Stephen Godchaux és Gayle Abrams                                                              | 1997. december 17.   | 12,46 millió |
| 37.  | 13. | Jövőre ugyanitt (Same Time Next Year)                                   | Andy Cadiff | Történet: Michelle Nader és Amy Cohen és Kirk J. Rudell Tévéjáték: Jay Scherick és David Ronn | 1998. január 7.      | 14,29 millió |
| 38.  | 14. | A Paul Lassiter sztori (The Paul Lassiter Story)                        | Andy Cadiff | Bill Lawrence                                                                                 | 1998. január 21.     | 13,85 millió |
| 39.  | 15. | Az úriemberek megállapodása (Gentleman's Agreement)                     | Andy Cadiff | Tim Hobert                                                                                    | 1998. január 28.     | 12,14 millió |
| 40.  | 16. | Sétáló süket ember (Deaf Man Walking)                                   | Andy Cadiff | Jeff Lowell                                                                                   | 1998. február 25.    | 11,44 millió |
| 41.  | 17. | Házas férfiak (The Marrying Men)                                        | Andy Cadiff | Történet: David Ronn és Jay Scherick Tévéjáték: Michelle Nader és Amy Cohen                   | 1998. március 4.     | 11,27 millió |
| 42.  | 18. | Egy esküvő és egy temetés (One Wedding and a Funeral)                   | Andy Cadiff | Tom Hertz                                                                                     | 1998. március 11.    | 12,61 millió |
| 43.  | 19. | Egy folyó fut át rajtam (A River Runs Through Me)                       | Andy Cadiff | Laurie Parres                                                                                 | 1998. március 18.    | 12,44 millió |
| 44.  | 20. | A Gracie Mansion pápája (The Pope of Gracie Mansion)                    | Andy Cadiff | Történet: Michelle Nader és Amy Cohen Tévéjáték: Stephen Godchaux                             | 1998. április 1.     | 11,19 millió |
| 45.  | 21. | Viszlát, madárka (Bye, Bye, Birdie)                                     | Andy Cadiff | Történet: Kirk J. Rudell Tévéjáték: Brian Buckner és Sebastian Jones                          | 1998. április 29.    | 10,57 millió |
| 46.  | 22. | A hölgy vagy a tigris (The Lady or the Tiger)                           | Andy Cadiff | Gayle Abrams és Kirk J. Rudell                                                                | 1998. május 6.       | 10,68 millió |
| 47.  | 23. | Egyedülálló fehér férfi (Single White Male)                             | Carl Lauten | Michael Lisbe és Nathan Reger                                                                 | 1998. május 6.       | 11,77 millió |
| 48.  | 24. | Paul gyámja (The Paul-Bearer)                                           | Andy Cadiff | Tim Hobert                                                                                    | 1998. május 20.      | 9,43 millió  |

## 3. évad (1998-1999)
| Sor. | Év. | Cím                                                                            | Rendező     | Író                                                                                      | Premier              | Nézettség    |
| ---- | --- | ------------------------------------------------------------------------------ | ----------- | ---------------------------------------------------------------------------------------- | -------------------- | ------------ |
| 49.  | 1.  | Beszélő halott kutya (Dead Dog Talking)                                        | Andy Cadiff | Tom Hertz                                                                                | 1998. szeptember 22. | 15,80 millió |
| 50.  | 2.  | Valamit Heidi-ről (There's Something About Heidi)                              | Andy Cadiff | Amy Cohen és Michelle Nader                                                              | 1998. szeptember 29. | 13,89 millió |
| 51.  | 3.  | Eltűnni a széllel (Gone with the Wind)                                         | Andy Cadiff | Stephen Godchaux                                                                         | 1998. október 6.     | 16,12 millió |
| 52.  | 4.  | A szarvas vadász (The Deer Hunter)                                             | Andy Cadiff | Brian Buckner és Sebastian Jones                                                         | 1998. október 13.    | 14,15 millió |
| 53.  | 5.  | Egyik éjszaka történet (It Happened One Night)                                 | Andy Cadiff | Gayle Abrams                                                                             | 1998. október 20.    | 14,33 millió |
| 54.  | 6.  | Három férfi és egy kis hölgy (Three Men and a Little Lady)                     | Andy Cadiff | Tim Hobert                                                                               | 1998. október 27.    | 14,12 millió |
| 55.  | 7.  | Egy tiszt és egy úriember (An Officer and a Gentleman)                         | Andy Cadiff | David S. Rosenthal                                                                       | 1998. november 3.    | 11,89 millió |
| 56.  | 8.  | A tűz háborúja (Quest for Fire)                                                | Andy Cadiff | Jay Scherick és David Ronn                                                               | 1998. november 10.   | 13,50 millió |
| 57.  | 9.  | A vese rendben van (The Kidney's All Right)                                    | Andy Cadiff | Bill Callahan és Philip Wen                                                              | 1998. november 17.   | 13,07 millió |
| 58.  | 10. | Gobble a csodapulyka megmenti a napot (Gobble the Wonder Turkey Saves the Day) | Andy Cadiff | Tom Hertz                                                                                | 1998. november 24.   | 15,81 millió |
| 59.  | 11. | Helyi hős (Local Hero)                                                         | Andy Cadiff | Kirk J. Rudell                                                                           | 1998. december 8.    | 13,38 millió |
| 60.  | 12. | Majomkodás (Monkey Business)                                                   | Andy Cadiff | Stephen Godchaux                                                                         | 1998. december 15.   | 13,70 millió |
| 61.  | 13. | Taxisofőr (Taxi Driver)                                                        | Andy Cadiff | Tim Hobert                                                                               | 1999. január 5.      | 14,41 millió |
| 62.  | 14. | A diós alpolgármester (The Nutty Deputy Mayor)                                 | Andy Cadiff | Brian Buckner és Sebastian Jones                                                         | 1999. január 12.     | 13,80 millió |
| 63.  | 15. | Nem a tűzvonalban (Not in the Line of Fire)                                    | Carl Lauten | Michelle Nader és Amy Cohen                                                              | 1999. január 26.     | 13,23 millió |
| 64.  | 16. | Belügyek (Internal Affairs)                                                    | Andy Cadiff | Gayle Abrams                                                                             | 1999. február 9.     | 13,17 millió |
| 65.  | 17. | Dick Clark 99-es házibulija (Dick Clark's Rockin' Make-Out Party '99)          | Andy Cadiff | Tom Hertz                                                                                | 1999. február 16.    | 14,42 millió |
| 66.  | 18. | Vissza a jövőbe 4: Ítéletnap (Back to the Future IV: Judgment Day)             | Andy Cadiff | David S. Rosenthal                                                                       | 1999. február 23.    | 15,25 millió |
| 67.  | 19. | Politikailag inkorrekt (Politically Incorrect)                                 | Andy Cadiff | David Ronn és Jay Scherick                                                               | 1999. március 2.     | 13,86 millió |
| 68.  | 20. | Ez a szórakozás (That's Entertainment)                                         | Andy Cadiff | Történet: Tim Hobert és Gayle Abrams Tévéjáték: Amy Cohen és Michelle Nader              | 1999. március 16.    | 11,75 millió |
| 69.  | 21. | Mike utolsó megkísértése (The Last Temptation of Mike)                         | Andy Cadiff | J.O.S. Hartung és Clayton Hamilton                                                       | 1999. április 6.     | 11,60 millió |
| 70.  | 22. | Carter, Stuart, Bennett és Deirdre (Carter & Stuart & Bennett & Deirdre)       | Andy Cadiff | Mike Royce                                                                               | 1999. április 13.    | 12,08 millió |
| 71.  | 23. | A polgármester két aggyal (The Mayor With Two Brains)                          | Andy Cadiff | Történet: Brian Buckner és Sebastian Jones Tévéjáték: Stephen Godchaux és Kirk J. Rudell | 1999. május 4.       | 12,48 millió |
| 72.  | 24. | Tőzsdecápák (Wall Street)                                                      | Andy Cadiff | Philip Wen és Bill Callahan                                                              | 1999. május 11.      | 11,31 millió |
| 73.  | 25. | Klumageddon 1. rész (Klumageddon Part 1)                                       | Andy Cadiff | Kirk J. Rudell                                                                           | 1999. május 18.      | 12,68 millió |
| 74.  | 26. | Klumageddon 2. rész (Klumageddon Part 2)                                       | Andy Cadiff | Történet: David Ronn és Jay Scherick Tévéjáték: Bill Callahan és Philip Wen              | 1999. május 25.      | 22,95 millió |

## 4. évad (1999-2000)
| Sor. | Év. | Cím                                                                       | Rendező            | Író                         | Premier              | Nézettség    |
| ---- | --- | ------------------------------------------------------------------------- | ------------------ | --------------------------- | -------------------- | ------------ |
| 75.  | 1.  | Fogó Bronx-ban (Catcher in the Bronx)                                     | Andy Cadiff        | Tom Hertz                   | 1999. szeptember 21. | 11,89 millió |
| 76.  | 2.  | James és az óriás beszélget (James and the Giant Speech)                  | Andy Cadiff        | Stephen Godchaux            | 1999. szeptember 28. | 11,25 millió |
| 77.  | 3.  | A polgármester összes embere (All the Mayor's Men)                        | Andy Cadiff        | Jon Pollack                 | 1999. október 5.     | 12,46 millió |
| 78.  | 4.  | Ezek a cipők csalásra készültek (These Shoes Were Made for Cheatin)       | Andy Cadiff        | Tad Quill                   | 1999. október 12.    | 12,40 millió |
| 79.  | 5.  | Lázadó szék nélkül (Rebel Without a Chair)                                | Andy Cadiff        | Jay Scherick és David Ronn  | 1999. október 19.    | 11,11 millió |
| 80.  | 6.  | A polgármester nem (The Mayor May Not)                                    | Andy Cadiff        | Tom Hertz                   | 1999. november 2.    | 11,62 millió |
| 81.  | 7.  | A nagy vita (The Great Debate)                                            | Andy Cadiff        | Jill Cargerman              | 1999. november 9.    | 14,22 millió |
| 82.  | 8.  | Hogyan temessünk el egy milliomost (How to Bury a Millionaire)            | Andy Cadiff        | Christopher Case            | 1999. november 16.   | 15,47 millió |
| 83.  | 9.  | Hálaadási show műsor (The Thanksgiving Show)                              | Andy Cadiff        | Richard Day                 | 1999. november 23.   | 15,01 millió |
| 84.  | 10. | A portás mindig kétszer csenget (The Doorman Always Rings Twice)          | Andy Cadiff        | Tim Hobert                  | 1999. november 30.   | 10,75 millió |
| 85.  | 11. | Mustang Mikey (Mustang Mikey)                                             | Carl Lauten        | Jay Scherick és David Ronn  | 1999. december 7.    | 10,23 millió |
| 86.  | 12. | A vacsorám Caitlinnel (My Dinner with Caitlin (a.k.a. Christmas 1999))    | Andy Cadiff        | Bill Callahan és Philip Wen | 1999. december 21.   | 10,75 millió |
| 87.  | 13. | Két nővér meséje (A Tale of Two Sisters)                                  | Andy Cadiff        | Jon Pollack                 | 2000. január 12.     | 16,17 millió |
| 88.  | 14. | Kaszinó (Casino)                                                          | Andy Cadiff        | Tim Hobert                  | 2000. február 2.     | 15,18 millió |
| 89.  | 15. | A Caitlin Moore Show (The Marry Caitlin Moore Show)                       | John Fortenberry   | Tad Quill                   | 2000. február 9.     | 12,02 millió |
| 90.  | 16. | Szüfrazsett város (Suffragette City)                                      | Andy Cadiff        | Tom Hertz                   | 2000. február 16.    | 11,80 millió |
| 91.  | 17. | Mike legjobb barátjának barátja (Mike's Best Friend's Boyfriend)          | Andy Cadiff        | Dawn Urbont                 | 2000. február 23.    | 10,82 millió |
| 92.  | 18. | A disznó suttogó (The Pig Whisperer)                                      | Andy Cadiff        | Jay Scherick és David Ronn  | 2000. március 8.     | 11,43 millió |
| 93.  | 19. | Nyugtalan lovas (Uneasy Rider)                                            | Andy Cadiff        | Tim Hobert és Jon Pollack   | 2000. március 22.    | 12,33 millió |
| 94.  | 20. | Mi történt az éjszaka? (About Last Night)                                 | David S. Rosenthal | Tad Quill                   | 2000. április 19.    | 11,21 millió |
| 95.  | 21. | Ne szállj fel a buszra (Don't Get on the Bus)                             | Andy Cadiff        | Philip Wen és Bill Callahan | 2000. április 26.    | 11,34 millió |
| 96.  | 22. | Repülőgép! (Airplane!)                                                    | Andy Cadiff        | Jay Scherick és David Ronn  | 2000. május 3.       | 14,98 millió |
| 97.  | 23. | Egy amerikai alpolgármester Párizsban (An American Deputy Mayor in Paris) | Andy Cadiff        | Bill Callahan és Philip Wen | 2000. május 10.      | 13,22 millió |
| 98.  | 24. | A kötelezettségvállalások (The Commitments)                               | Andy Cadiff        | Jill Cargerman              | 2000. május 17.      | 15,19 millió |
| 99.  | 25. | Búcsú 1. rész (Goodbye Part 1)                                            | Andy Cadiff        | Sarah Dunn                  | 2000. május 24.      | 32,76 millió |
| 100. | 26. | Búcsú 2. rész (Goodbye Part 2)                                            | Andy Cadiff        | Bill Lawrence               | 2000. május 24.      | 32,76 millió |

## 5. évad (2000-2001)
| Sor. | Év. | Cím                                                  | Rendező  | Író                                             | Premier            | Nézettség    |
| ---- | --- | ---------------------------------------------------- | -------- | ----------------------------------------------- | ------------------ | ------------ |
| 101. | 1.  | Hello Charlie (Hello Charlie)                        | Ted Wass | Tom Hertz                                       | 2000. október 18.  | 13,45 millió |
| 102. | 2.  | Mosoly (Smile)                                       | Ted Wass | Chris Henchy                                    | 2000. október 25.  | 11,27 millió |
| 103. | 3.  | A spanyol fogoly (The Spanish Prisoner)              | Ted Wass | Bill Callahan és Phillip Wen                    | 2000. november 1.  | 12,52 millió |
| 104. | 4.  | A csontgyűjtők (The Bone Collectors)                 | Ted Wass | Jon Pollack és Tim Hobert                       | 2000. november 8.  | 13,45 millió |
| 105. | 5.  | Vakhit (Blind Faith)                                 | Ted Wass | Michelle Nader                                  | 2000. november 15. | 14,55 millió |
| 106. | 6.  | Léggömbök a Broadway felett (Balloons over Broadway) | Ted Wass | Mark Banker                                     | 2000. november 22. | 10,91 millió |
| 107. | 7.  | Talált tárgyak (Lost and Found)                      | Ted Wass | Bonnie Schneider és Hadley Davis                | 2000. november 29. | 13,41 millió |
| 108. | 8.  | Minden rossz lépés (All the Wrong Moves)             | Ted Wass | Stacy Traub                                     | 2000. december 6.  | 12,33 millió |
| 109. | 9.  | A harag hamburgerei (The Burgers of Wrath)           | Ted Wass | Mark Torgove és Paul A. Kaplan                  | 2000. december 13. | 9,00 millió  |
| 110. | 10. | Játékháború (Toy Story)                              | Ted Wass | Chris Henchy                                    | 2000. december 20. | 11,99 millió |
| 111. | 11. | A tökéletes hálóterem (The Perfect Dorm)             | Ted Wass | Jon Pollack és Tim Hobert                       | 2001. január 10.   | 11,47 millió |
| 112. | 12. | Szia Judith (Hey Judith)                             | Ted Wass | Paul A. Kaplan és Mark Torgove                  | 2001. január 17.   | 10,23 millió |
| 113. | 13. | A hazárdjátékos (The Gambler)                        | Ted Wass | Bill Callahan és Philip Wen                     | 2001. január 24.   | 10,44 millió |
| 114. | 14. | A haverok társaságában (In the Company of Dudes)     | Ted Wass | Michelle Nader                                  | 2001. február 7.   | 10,40 millió |
| 115. | 15. | A képkészítő (The Image Maker)                       | Ted Wass | Bill Callahan és Philip Wen                     | 2001. február 14.  | 13,61 millió |
| 116. | 16. | Vonatmegállás (Trainstopping)                        | Ted Wass | Jon Pollack és Tim Hobert                       | 2001. február 21.  | 7,67 millió  |
| 117. | 17. | Eső a kitalálós játékaimra (Rain on My Charades)     | Ted Wass | Peter Schneider                                 | 2001. február 28.  | 10,53 millió |
| 118. | 18. | Van férfi (You've Got Male)                          | Ted Wass | Mark Torgove és Paul A. Kaplan                  | 2001. április 25.  | 8,26 millió  |
| 119. | 19. | Külön liga (Minor League)                            | Ted Wass | Bill Callahan és Philip Wen                     | 2001. május 2.     | 8,53 millió  |
| 120. | 20. | Tudományos súrlódás (Science Friction)               | Ted Wass | Reese Bryant                                    | 2001. május 9.     | 8,68 millió  |
| 121. | 21. | Testvéri szeretet (Brotherly Love)                   | Ted Wass | Stacy Traub és Bonnie Schneider és Hadley Davis | 2001. május 16.    | 8,74 millió  |
| 122. | 22. | Lövés a sötétben 1. rész (A Shot in the Dark Part 1) | Ted Wass | Paul A. Kaplan és Mark Torgove                  | 2001. május 23.    | 7,76 millió  |
| 123. | 23. | Lövés a sötétben 2. rész (A Shot in the Dark Part 2) | Ted Wass | Tim Hobert és Jon Pollack                       | 2001. május 23.    | 8,74 millió  |

## 6. évad (2001-2002)
| Sor. | Év. | Cím                                                                                 | Rendező  | Író                                           | Premier              | Nézettség    |
| ---- | --- | ----------------------------------------------------------------------------------- | -------- | --------------------------------------------- | -------------------- | ------------ |
| 124. | 1.  | Az érkezés (The Arrival)                                                            | Ted Wass | Tom Hertz                                     | 2001. szeptember 25. | 13,38 millió |
| 125. | 2.  | Egy fa dől Manhattanben (A Tree Falls in Manhattan)                                 | Ted Wass | Jon Pollack                                   | 2001. szeptember 25. | 13,38 millió |
| 126. | 3.  | Mikey feleséggel (Wife with Mikey)                                                  | Ted Wass | Tim Hobert                                    | 2001. október 2.     | 9,89 millió  |
| 127. | 4.  | A lakás 2 (The Apartment II)                                                        | Ted Wass | Michelle Nader                                | 2001. október 9.     | 7,73 millió  |
| 128. | 5.  | Még egy kitűzés (Yet Another Stakeout)                                              | Ted Wass | Chris Henchy                                  | 2001. október 16.    | 7,68 millió  |
| 129. | 6.  | Igen, bébi! (Yeah Baby!)                                                            | Ted Wass | Bill Callahan és Philip Wen                   | 2001. október 23.    | 9,21 millió  |
| 130. | 7.  | Egy ágyban az ellenséggel (Sleeping with the Enemy)                                 | Ted Wass | Mark Torgrove és Paul A. Kaplan               | 2001. november 6.    | 8,75 millió  |
| 131. | 8.  | Meg kell szoknia (She's Gotta Habit)                                                | Ted Wass | Stacy Traub                                   | 2001. november 6.    | 8,75 millió  |
| 132. | 9.  | Az esküvői csaló (The Wedding Scammer)                                              | Ted Wass | Bonnie Schneider és Hadley Davis              | 2001. november 13.   | 8,06 millió  |
| 133. | 10. | Harcosok klubja (Fight Flub)                                                        | Ted Wass | Mark Torgrove és Paul A. Kaplan               | 2001. november 20.   | 9,60 millió  |
| 134. | 11. | Kínai negyed (Chinatown)                                                            | Ted Wass | Bill Callahan és Philip Wen                   | 2001. november 27.   | 8,95 millió  |
| 135. | 12. | Egy iroda és egy úriember (An Office and a Gentleman)                               | Ted Wass | Tim Hobert                                    | 2001. december 11.   | 7,83 millió  |
| 136. | 13. | Ó, anyám, hol vagy? (O Mother, Where Art Thou?)                                     | Ted Wass | Jon Pollack                                   | 2002. január 8.      | 7,75 millió  |
| 137. | 14. | Rongyoktól a gazdagságig (Rags to Riches)                                           | Ted Wass | Mark Torgrove és Paul A. Kaplan               | 2002. március 5.     | 7,09 millió  |
| 138. | 15. | Szex, hazugság és videórandi (Sex, Lies and Video Date)                             | Ted Wass | Michelle Nader                                | 2002. március 12.    | 8,12 millió  |
| 139. | 16. | Tágra nyílt szemek (Eyes Wide Open)                                                 | Ted Wass | Chris Henchy                                  | 2002. március 19.    | 8,33 millió  |
| 140. | 17. | Kor a gép ellen (Age Against the Machine)                                           | Ted Wass | Hugh Webber                                   | 2002. március 26.    | 6,89 millió  |
| 141. | 18. | Egy ügy, amire nem szabad emlékezni (An Affair Not to Remember)                     | Ted Wass | Bill Callahan és Philip Wen                   | 2002. április 9.     | 6,83 millió  |
| 142. | 19. | Adjunk nekik valamit, amiről beszélhetnek (Let's Give Them Something to Talk About) | Ted Wass | Stacy Traub                                   | 2002. április 16.    | 7,26 millió  |
| 143. | 20. | Nézd, ki nem beszél (Look Who's Not Talking)                                        | Ted Wass | Hadley Davis és Bonnie Schneider              | 2002. április 23.    | 7,25 millió  |
| 144. | 21. | Négy város meséje (A Tale of Four Cities)                                           | Ted Wass | Reese Bryant                                  | 2002. április 30.    | 6,89 millió  |
| 145. | 22. | Egy rászoruló barát (A Friend in Need)                                              | Ted Wass | Történet: Robert Cornick Tévéjáték: Tom Hertz | 2002. április 30.    | 6,89 millió  |